# سوفی بردلی
سوفی بردلی (انگلیسی: Sophie Bradley؛ زادهٔ ۲۰ اکتبر ۱۹۸۹) یک بازیکن فوتبال اهل بریتانیا است.
وی سابقه عضویت در تیم ملی فوتبال زنان انگلستان را داراست.